# (1091) Spiraea
(1091) Spiraea ist ein Asteroid des Hauptgürtels, der am 26. Februar 1928 vom deutschen Astronomen Karl Wilhelm Reinmuth in Heidelberg entdeckt wurde. 
Der Asteroid ist nach der Pflanzengattung der Spiersträucher benannt.